# Cara jezik
Cara jezik (ISO 639-3: cfd; chara, fachara, fakara, nfachara, pakara, tariya, tera, teriya, terri), benue-kongoanski jezik centralne plateau skupine, kojim govori 3 000 ljudi (1999 R. Blench) u selu Teriya u nigerijskoj državi Plateau.
Jedini je predstavnik sjeverne-centralne podskupine. Kod nekih u upotrebi je i hausa [hau] ili engleski [eng].

## Vanjske poveznice
- Ethnologue (14th)
- Ethnologue (15th)